# Lee Yang
Lee Yang (n. 12 august 1995, Taipei, Taiwan) este un jucător de badminton ce a reprezentat Taipeiul Chinez, medaliat olimpic. A participat la 2 ediții ale Jocurilor Olimpice (2020, 2024) în care a câștigat două medalii de aur.